# سیارک ۱۲۰۳۵
سیارک ۱۲۰۳۵ (به انگلیسی: 12035 Ruggieri، نامگذاری:1997CP13) دوازده هزار و سی و پنجمین سیارک کشف شده‌است که در ۱ فوریه ۱۹۹۷ کشف شد.
قدر مطلق سیارک برابر ۱۴٫۶۰ است.